# Anodonthyla jeanbai
Anodonthyla jeanbai es una especie  de anfibios de la familia Microhylidae.

## Distribución geográfica
Es  endémica de Madagascar, en el sureste de Madagascar en el parque nacional Andohahela, 
alrededor de 1.550 m altura.

## Morfología
Miden entre 14 y 20 mm.